# Hexatoma (Eriocera) bifascipennis
Hexatoma (Eriocera) bifascipennis is een tweevleugelige uit de familie steltmuggen (Limoniidae). De soort komt voor in het Oriëntaals gebied.